# Gottfried Haberler
Gottfried von Haberler (Purkersdorf, 20 de julho de 1900 — Washington, DC, 6 de maio de 1995) foi um economista austríaco. Trabalhou especialmente na área de comércio internacional.

## Vida
Nasceu na Áustria em 1900, e estudou na escola austríaca de economia. Mudou-se em 1936 para os Estados Unidos, integrando-se ao departamento de economia da Universidade de Harvard, onde trabalhou ao lado de Joseph Schumpeter. Em 1963, Haberler foi presidente da American Economic Association.
Seus maiores trabalhos foram o Theory of International Trade (1936) e o Prosperity and Depression (1937).  O seu trabalho na teoria do comércio internacional foi complementado em diversos artigos que buscaram colocar a teoria da vantagem comparativa tanto sob uma análise positiva, quanto normativa. Suas considerações na teoria da vantagem comparativa em termos do custo de oportunidade, em vez do custo real, provocou um longo debate com Jacob Viner.

## Principais obras
- Der Sinn der Indexzahlen, 1927.
- "Irving Fisher's ‘Theory of Interest’", 1931, QJE. doi:10.2307/1883901
- "Money and the Business Cycle", Wright (ed.), Gold and Monetary Stabilization, 1932
- Der Internationale Handel, 1933.
- The Theory of International Trade, 1936.
- "Mr Keynes' Theory of the Multiplier", 1936, ZfN doi:10.1007/BF01316189
- Prosperity and Depression: A theoretical analysis of cyclical movements, 1937. (este é o pub. da 3ª edição 1946)
- "The General Theory After Ten Years", Harris (ed.), The New Economics, 1947.
- "The Market for Foreign Exchange and the Stability of the Balance of Payments", 1949, Kyklos. doi:10.1111/j.1467-6435.1949.tb00692.x
- "Some Problems in the Pure Theory of International Trade", 1950, EJ. JSTOR 2227052
- "The Pigou Effect Once More", 1952, JPE. JSTOR 1826454
- "Sixteen Years Later", in Lekachman (ed.), Keynes's General Theory, 1963.
- "Integration and Growth of the World Economy in perspective", 1964, AER. JSTOR 1810895
- Money in the International Economy, 1965.
- Inflation: Its causes and cures, 1960.
- "Monetary and Fiscal Policy for Economic Stability and Growth", 1967, Il Politico.
- "Theoretical Reflections on the Trade of Socialist Countries", 1968, Brown and Neuberger (eds.), International Trade and Central Planning.
- Incomes Policy and Inflation, 1971.
- Economic Growth and Stability, 1974.
- Two Essays on the Future of the International Monetary Order, 1974.
- The World Economy and the Great Depression, 1976.
- The Problem of Stagflation: Reflection on the Microfoundation of Macroeconomic Theory and Policy, 1985.
- Essays of Gottfried Haberler (ed. A. Koo), 1985.
- The Liberal Economic Order, (ed. A. Koo), 1993.